# Carldell Johnson
Carldell Johnson, né le 18 janvier 1983 à La Nouvelle-Orléans, en Louisiane, est un joueur puis entraîneur américain de basket-ball. Il évolue au poste de meneur.

## Biographie
Ayant signé en tant qu'agent libre avec les Hornets de La Nouvelle-Orléans le 9 décembre 2011, il est licencié le 7 février 2012.